# Сокол (област Сливен)
Вижте пояснителната страница за други значения на Сокол.
Сокòл е село в Югоизточна България, община Нова Загора, област Сливен.

## География
Село Сокол се намира на около 36 km югозападно от областния център град Сливен, около 11 km юг-югоизточно от общинския център град Нова Загора и около 18 km североизточно от град Раднево. Разположено е в южното подножие на Светиилийските възвишения, чийто най-висок връх Острата вила (Острия чатал, 415,9 m) е на около 5 km изток-североизточно от селото. Надморската височина в центъра на Сокол е около 225 m. Климатът е преходно-континентален.
През селото минава третокласният републикански път III-5503, който на запад води до връзка в село Радево с второкласния републикански път II-55 и по него на север към град Нова Загора, а на изток през селата Еленово, Златари, Бояджик и Болярско – към град Ямбол.
Землището на село Сокол граничи със землищата на: село Полско Пъдарево на север; село Омарчево на североизток; село Еленово на изток; село Млекарево на юг; село Радево на запад.
В землището на село Сокол има 5 микроязовира.
Почвите са меки, песъчливи, подходящи за отглеждане на трайни насаждения – лозя и овощни дървета (сливи, круши, ябълки, орехи, бадеми и други), а в южните части на землището и за житни култури.
Населението на село Сокол, наброявало 734 души при преброяването към 1934 г. и 783 към 1946 г., намалява до 128 (по служебен документ на НСИ от 2022-12-31) към 2022 г.
При преброяването на населението към 1 февруари 2011 г., от обща численост 183 лица, за 163 лица е посочена принадлежност към „българска“ етническа група, за нито едно – към „турска“, за 4 – към „ромска“, за нито едно – към „други“, за 3 – „не се самоопределят“ и за 13 – „не отговорили“.

## История
След Руско-турската война (1877 – 1878 г.) по Берлинския договор 1878 г. селото – носещо име Ердуванлии, остава в Източна Румелия; присъединено е към България след Съединението 1885 г., а през 1906 г. е преименувано на Сокол.
Към Освобождението в селото има 30 турски къщи с 210 жители и 4 български къщи с 24 жители.
При преброяването на населението през 1893 г. в селото има 45 сгради с 269 жители.
Училището в село Сокол е открито – според данни в запазени документи, през 1912 г. В началото се е помещавало в стара постройка, а по-късно (вероятно през 1926 г.) със средства от общината се изгражда нова училищна сграда. От 1912 до 1944 г. училището е основно, от 1944 до 1965 г. – начално и винаги носи името на Васил Левски. Училището прекратява дейността си през 1965 г., като преминава към Народно основно училище – село Еленово.
Читалище „Искра“ е основано на 19 декември 1931 г. и ползва помещение в училищната сграда. На собствена издръжка работи до 1952 г.; доходите му идват предимно от развиваната при доста примитивни условия театрална самодейност и служат за закупуване на книги за читалищната библиотека. През 1940 г. от събраните средства се закупува първият в селото радиоапарат; радиото допринася за разширяване на читалищната дейност. При читалището има женски битов хор, естрадно-сатиричен и смесен танцов състави и инструментална четворка изпълнители на гъдулка, две гайди и кавал. Построената нова сграда на читалището е открита през 1963 г.

## Обществени институции
Село Сокол към 2023 г. е център на кметство Сокол.
В село Сокол към 2023 г. има действащо читалище „Искра – 1931“.

## Културни и природни забележителности
На около 3,5 km север-североизточно от центъра на село Сокол, на връх Свети Илия в Светиилийските възвишения се намират останките от късноантична и средновековна крепост. На върха през XIV век е построен ислямски молитвен дом – Кадемли Баба Теке. Мястото е известно още като Текето, Тюрбето, Тикята, Ердуванлийското кале. Почти до средата на 20 век е наричано Ердуванлийското теке. Първите писмени сведения за Текето са от османския пътешественик Евлия Челеби. Там са погребани мощите на мюсюлманския светец Мусà чобан, известен с прозвището си Кадемлѝ, принадлежал към ордена на бекташите. Тъй като Кадемли бабà е бил овчар, на 6 май мюсюлманите-дервиши идвали да принесат курбан на светеца. Българите вярват, че в този гроб са погребани мощите на свети Илия (Алия). Хора със здравословни проблеми преспиват тук, колят курбан, палят свещи и принасят дарове на светеца. Българите празнуват на Илинден, а турци и цигани-мюсюлмани – на Гергьовден.
На около 2,4 km югоизточно от центъра на селото се намират останките на укрепеното неолитно селище Химитлията (Плоската могила).

## Други
Името на село Сокол носи Нос Сокол на Антарктическия полуостров, разположен в най-северната част на континента Антарктида в относителна близост с най-южния край на Южна Америка.